# Soehrensia spachiana
Soehrensia spachiana ist eine Pflanzenart aus der Gattung Soehrensia in der Familie der Kakteengewächse (Cactaceae). Das Artepitheton spachiana ehrt den am Jardin du Roi beschäftigten E. Spach.

## Beschreibung
Soehrensia spachiana wächst strauchig mit mehreren, von der Basis aus verzweigten, aufrechten Zweigen und erreicht Wuchshöhen von bis zu 2 Metern. Die zylindrischen Triebe weisen Durchmesser von 5 bis 6 Zentimeter auf. Es sind zehn bis 15 niedrige und gerundete Rippen vorhanden. Die auf ihnen befindlichen großen Areolen sind mit lockiger, gelber Wolle besetzt und stehen bis zu 1 Zentimeter voneinander entfernt. Die aus ihnen entspringenden geraden, rötlich gelben  Dornen werden im Alter weißlich. Der einzelne Mitteldorn ist 1 bis 2 Zentimeter lang. Die acht bis zehn Randdornen weisen eine Länge von 0,4 bis 1 Zentimeter auf.
Die trichterförmigen, weißen Blüten öffnen sich in der Nacht. Sie sind 18 bis 20 Zentimeter lang und weisen einen Durchmesser von bis zu 15 Zentimeter auf. Die Blütenröhre ist stark behaart.

## Verbreitung und Systematik
Soehrensia spachiana ist in der argentinischen Provinz Santiago del Estero im Tiefland verbreitet.
Die Erstbeschreibung als Cereus spachianus durch Charles Lemaire wurde 1839 veröffentlicht. Boris O. Schlumpberger stellte die Art 2012 in die Gattung Soehrensia. Weitere nomenklatorische Synonyme sind Echinocereus spachianus (Lem.) Rümpler (1885), Trichocereus spachianus (Lem.) Riccob. (1909) und Echinopsis spachiana (Lem.) H.Friedrich & G.D.Rowley (1974).

## Nachweise